# Myrmecodesmus colotlipa
Myrmecodesmus colotlipa är en mångfotingart som först beskrevs av Chamberlin 1942.  Myrmecodesmus colotlipa ingår i släktet Myrmecodesmus och familjen fingerdubbelfotingar. Inga underarter finns listade i Catalogue of Life.